# Esch-sur-Alzette
Esch-sur-Alzette (em luxemburguês Esch-Uelzecht, em alemão Esch an der Alzette ou Esch an der Alzig) é a segunda maior cidade do Luxemburgo. É a capital do cantão do mesmo nome, com mais de 36.000 habitantes.
A cidade é a capital da região Terres Rouges, conhecido historicamente para a sua riqueza de ferro. Esch-sur-Alzette é conhecida pela sua população cosmopolita - a metade dos seus habitantes são estrangeiros, e quaso um terco portuguêses.

## Demografia
Dados do censo de 15 de fevereiro de 2001:
- população total: 27.146
  - homens: 13.252
  - mulheres: 13.894
- densidade: 1891,71 hab./km²
- distribuição por nacionalidade:

| Nacionalidade  | População | %      |
| -------------- | --------- | ------ |
| luxemburgueses | 15.062    | 55,49% |
| estrangeiros   | 12.084    | 44,51% |
| - portugueses  | 6.442     | 23,73% |
| - franceses    | 1.236     | 4,55%  |
| - italianos    | 1.641     | 6,05%  |
| - belgas       | 336       | 1,24%  |
| - alemães      | 251       | 0,92%  |
| - iuguslavos   | 1.224     | 4,51%  |
| - outros       | 954       | 3,51%  |

- Crescimento populacional:

| Ano        | População |
| ---------- | --------- |
| 15/02/2001 | 27.146    |
| 01/01/2002 | 27.244    |
| 01/01/2003 | 27.630    |
| 01/01/2004 | 27.891    |
| 01/01/2005 | 28.000    |